# Фернандес Ордоньес, Франсиско
Франсиско Фернандес Ордоньес (исп. Francisco Fernández Ordóñez; 22 июня 1930 — 7 августа 1992, Мадрид) — испанский государственный деятель. Министр финансов Испании с 1977 по 1979, министр юстиции с 1980 по 1981, министр иностранных дел с 1985 по 1992 год.

## Биография

### Ранние годы
Родился 22 июня 1930 года в многодетной семье инженера. В Мадриде, где появился на свет и вырос Франсиско, он начал изучать право в Колледже дель Пилар. Затем он поступил в аспирантуру Гарвардского университета, избрав направление «Международная налоговая программа». Окончив обучение он был избран председателем испанской делегации в ОЭСР.

### Политическая карьера
В 1959 году Франсиско занял пост секретаря в Министерстве финансов Испании. Позже он был назначен президентом Национального института промышленности.
В 1977 году председатель правительства Испании Адольфо Суарес назначил его министром финансов. На этом посту Франсиско провёл налоговую реформу 1977 года, которая послужила началом модернизации испанской системы налогообложения в соответствии с доминирующей моделью в западных странах.
Реорганизовав свой кабинет в сентябре 1980 года, Суарес назначил его на пост министра юстиции. Несмотря на отставку Суареса и его замену Леопольдо Кальво-Сотело и Бустело, Фернандес Ордоньес продолжил занимать кресло министра юстиции. Находясь на этом посту он способствовал продвижению закона о разводе и реформе семейного права.
4 ноября 1981 года он создаёт политическую партию «Партия демократического действия» (PAD). В 1982 году партия Фернандеса Ордоньеса объявила о слиянии с Испанской социалистической рабочей партией. После её победы на выборах в 1982 году, Франсиско продолжил свою политическую деятельность.
В июле 1985 года премьер-министр Фелипе Гонсалес назначил его министром иностранных дел Испании. В качестве главы МИД Испании он перезапустил двусторонние отношения с США, не без напряжённости, ведя переговоры о сокращении количества американских баз в Испании, налаживании дипломатических отношений с Израилем и вступлением в Западноевропейский союз. Также, в первом семестре 1989 года он отвечал за председательство Испании в Совете министров Европейского экономического сообщества и руководил процессом интеграции Испании в Европейский союз.

### Смерть
В последние годы своей жизни, Франсиско Фернандес Ордоньес боролся с раком. Он умер в Мадриде, 7 августа 1992 года.

## Семья
- Брат Мигель Анхель Фернандес Ордоньес[исп.] (род. 1945) — 68-й президент Банка Испании (2006—2012).
- Брат Хосе Антонио Фернандес Ордоньес[исп.] (1933—2000) — инженер-строитель каналов и портов.
- Племянница Инес Фернандес Ордоньес[исп.] (род. 1961) — филолог и член Королевской академии испанского языка.
- Племянница Ана де ла Куэва[исп.] (род. 1966) — действующий президент «Национального наследия»[исп.].